# Порівняння програмного забезпечення глибокого навчання
У наступній таблиці зведені відомості про деякі з найпопулярніших програмних каркасів, бібліотек та комп'ютерних програм для глибокого навчання.

## Перелік програмного забезпечення глибокого навчання
| Назва                       | Розробник                                                                                       | Ліцензія       | Відкрите | Платформа                                               | Мова                             | Інтерфейс                                                  | Підтримка OpenMP | Підтримка OpenCL                                           | Підтримка CUDA | Авто дифернціювання     | Містить треновані моделі      | Рекурентні мережі | Згорткові мережі | ОМБ/ГМП | Паралельне виконання (багатовузлове) |
| --------------------------- | ----------------------------------------------------------------------------------------------- | -------------- | -------- | ------------------------------------------------------- | -------------------------------- | ---------------------------------------------------------- | ---------------- | ---------------------------------------------------------- | -------------- | ----------------------- | ----------------------------- | ----------------- | ---------------- | ------- | ------------------------------------ |
| Apache Singa                | Apache Software Foundation                                                                      | Apache 2.0     | Так      | Linux, Mac OS X, Windows                                | C++                              | Python, C++, Java                                          | Ні               | Так                                                        | Так            | ?                       | Так                           | Так               | Так              | Так     | Так                                  |
| Caffe                       | Berkeley Vision and Learning Center                                                             | Ліцензія BSD   | Так      | Linux, Mac OS X, Windows                                | C++                              | Python, MATLAB                                             | Так              | В розробці                                                 | Так            | Так                     | Так                           | Так               | Так              | Ні      | ?                                    |
| Deeplearning4j              | Інженерна команда Skymind; спільнота Deeplearning4j; первинно — Адам Ґібсон (англ. Adam Gibson) | Apache 2.0     | Так      | Linux, Mac OS X, Windows, Android (багатоплатформне)    | Java                             | Java, Scala, Clojure, Python (Keras)                       | Так              | В планах                                                   | Так            | Обчислювальний граф     | Так                           | Так               | Так              | Так     | Так                                  |
| Dlib                        | Девіс Кінг                                                                                      | Ліцензія Boost | Так      | багатоплатформне                                        | C++                              | C++                                                        | Так              | Ні                                                         | Так            | Так                     | Так                           | Ні                | Так              | Так     | Так                                  |
| Keras                       | Франсуа Шоллє                                                                                   | Ліцензія MIT   | Так      | Linux, Mac OS X, Windows                                | Python                           | Python                                                     | Через Theano     | В стадії розробки через Theano і в планах через TensorFlow | Так            | Так                     | Так                           | Так               | Так              | Так     | Так                                  |
| Microsoft Cognitive Toolkit | Microsoft Research                                                                              | Ліцензія MIT   | Так      | Windows, Linux (OSX в планах через Docker)              | C++                              | Python, C++, командний рядок, BrainScript (.NET в планах)  | Так              | Ні                                                         | Так            | Так                     | Так                           | Так               | Так              | Ні      | Так                                  |
| MXNet                       | Distributed (Deep) Machine Learning Community                                                   | Apache 2.0     | Так      | Linux, Mac OS X, Windows, AWS, Android, iOS, JavaScript | невелика коренева бібліотека C++ | C++, Python, Julia, Matlab, JavaScript, Go, R, Scala, Perl | Так              | В планах                                                   | Так            | Так                     | Так                           | Так               | Так              | Так     | Так                                  |
| Neural Designer             | Artelnics                                                                                       | власницька     | Ні       | Linux, Mac OS X, Windows                                | C++                              | Графічний інтерфейс користувача                            | Так              | Ні                                                         | Ні             | ?                       | ?                             | Ні                | Ні               | Ні      | ?                                    |
| N2D2                        | CEA                                                                                             | CeCILL         | Так      | Linux, Windows                                          | Python, C, C++, CUDA             | Python, C++                                                | Так              | Так                                                        | Так            | Так                     | Так                           | Ні                | Так              | Ні      | Так                                  |
| OpenNN                      | Artelnics                                                                                       | GNU LGPL       | Так      | багатоплатформне                                        | C++                              | C++                                                        | Так              | Ні                                                         | Ні             | ?                       | ?                             | Ні                | Ні               | Ні      | ?                                    |
| TensorFlow                  | Команда Google Brain                                                                            | Apache 2.0     | Так      | Linux, Mac OS X, Windows                                | C++, Python                      | Python, C/C++, Java, Go                                    | Ні               | В планах                                                   | Так            | Так                     | Так                           | Так               | Так              | Так     | Так                                  |
| Theano                      | Монреальський університет                                                                       | Ліцензія BSD   | Так      | багатоплатформне                                        | Python                           | Python                                                     | Так              | В розробці                                                 | Так            | Так                     | Через зоопарк моделей Lasagne | Так               | Так              | Так     | Так                                  |
| Torch                       | Ронан Коллобер, Корай Кавукчоглу, Клемент Фарабет                                               | Ліцензія BSD   | Так      | Linux, Mac OS X, Windows, Android, iOS                  | C, Lua                           | Lua, LuaJIT, C, бібліотека утиліт для C++/OpenCL           | Так              | Сторонні реалізації                                        | Так            | Через Autograd Твіттера | Так                           | Так               | Так              | Так     | Так                                  |
| Mathematica                 | Wolfram Research                                                                                | власницька     | Ні       | Windows, Mac OS X, Linux, Хмарні обчислення             | C++                              | командний рядок, Java, C++                                 | Ні               | Так                                                        | Так            | Так                     | Так                           | Так               | Так              | Так     | Так                                  |

1. ↑  Ліцензії тут є спрощеними, і не претендують на вичерпність ліцензійних умов. Деякі бібліотеки можуть внутрішньо використовувати інші бібліотеки за відмінними ліцензіями

## Пов'язане програмне забезпечення
- Neural Engineering Object[en] (NENGO) — графічне та сценарійне програмне забезпечення для імітування великомасштабних нейронних систем
- Numenta Platform for Intelligent Computing (платформа Numenta для розумних обчислень) — відкрита реалізація компанією Numenta їхньої моделі ієрархічної часової пам'яті.